# Schraden
Schraden är en kommun i Landkreis Elbe-Elster i förbundslandet Brandenburg i Tyskland.  Kommunen ingår i kommunalförbundet Amt Plessa.